# فولكر سومر
فولكر سومر (بالألمانية: Volker Sommer)‏ هو عالم إنسان وكاتب وأستاذ جامعي ومؤلف ألماني، ولد في 2 يونيو 1954 في Holzhausen (Immenhausen) ‏ في ألمانيا.

## وصلات خارجية
- فولكر سومر على موقع IMDb (الإنجليزية)